# Jakub Henner
Pour les articles homonymes, voir Henner.
Jakub Henner (Przemyśl, 1862-1928) est un photographe polonais, actif à Lviv de 1886 à 1899 puis dans sa ville natale de Przemyśl. 

## Galerie

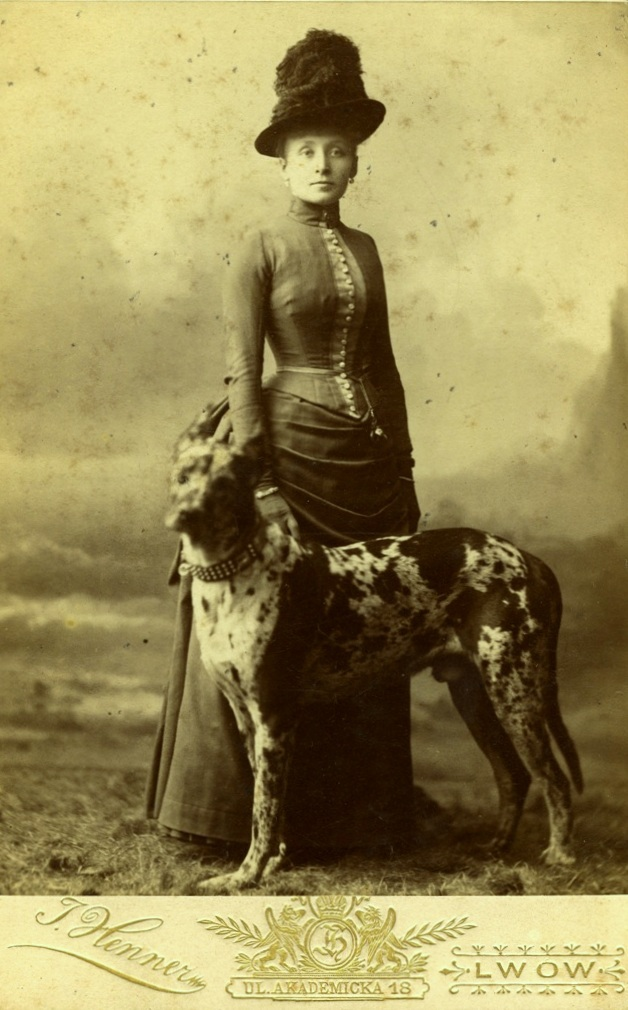
Eleonora z Hussarzewskich Lubomirska et son dogue, entre 1887 et 1893.
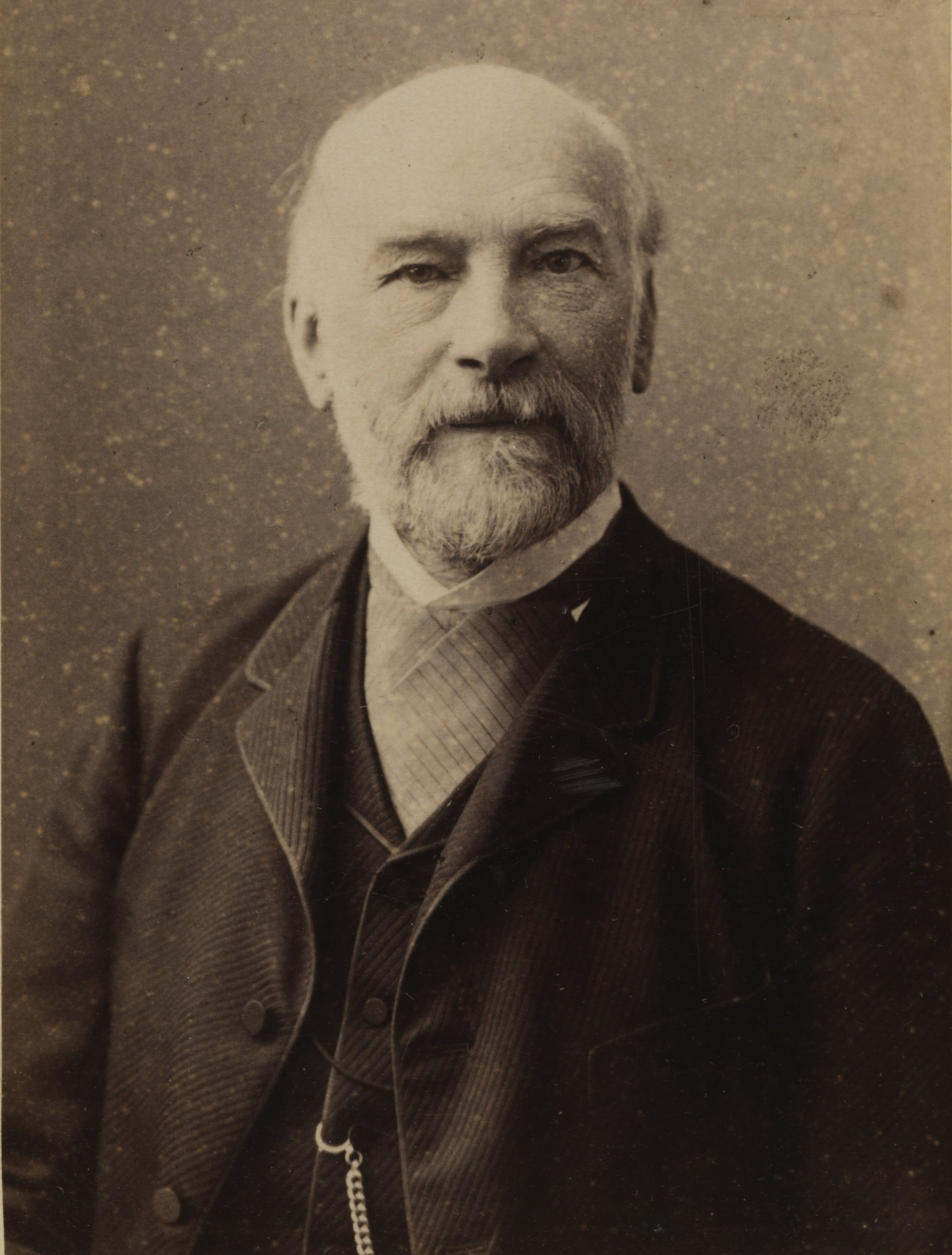
Antoni Malecki, 3 janvier 1889.
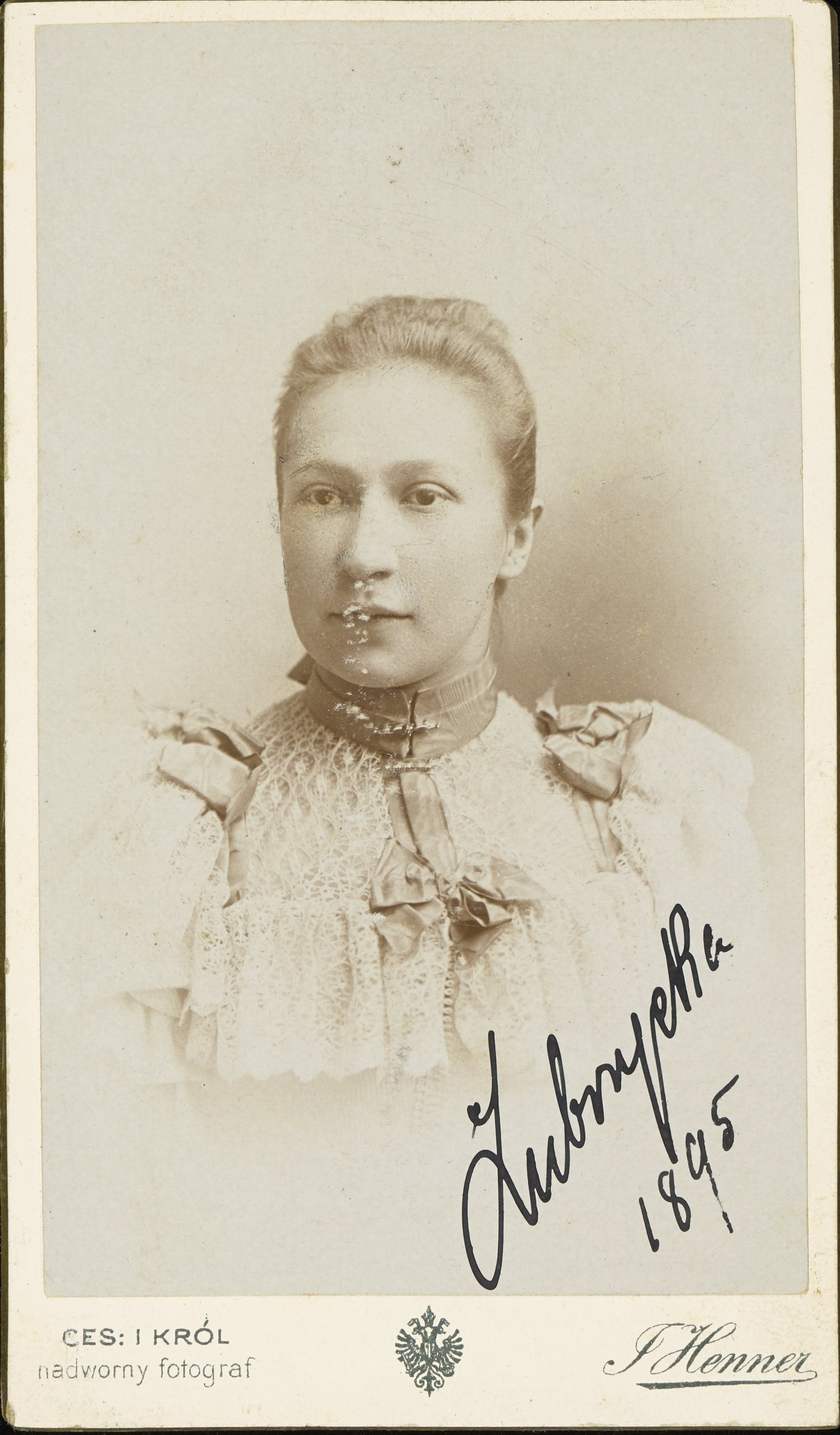
Portrait de Jadwiga Strokowa, 1895.
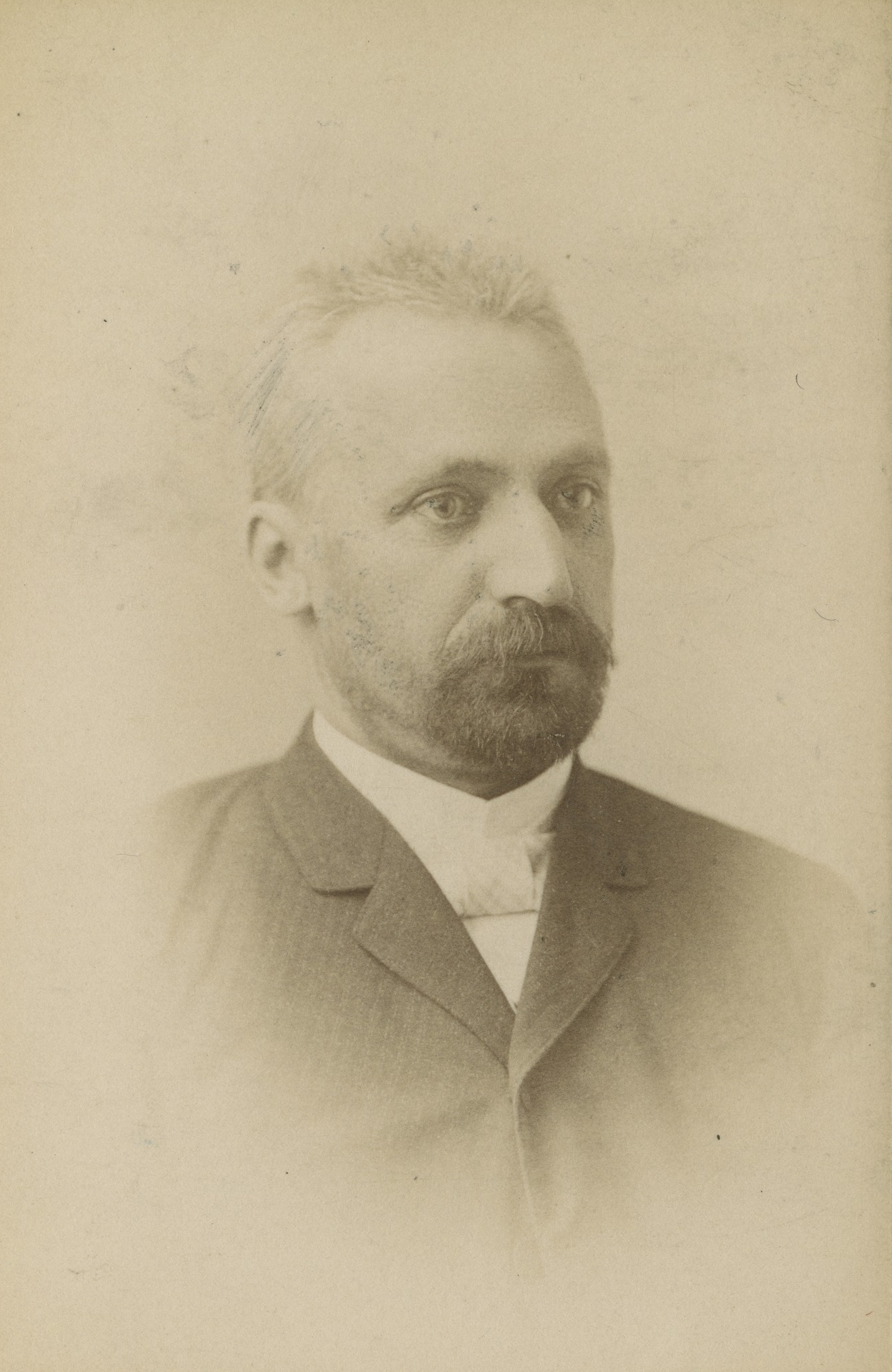
Antoniego Kaliny, 1889.